# Unione Sportiva Pro Vercelli 1940-1941
Questa voce raccoglie le informazioni riguardanti l'Unione Sportiva Pro Vercelli nelle competizioni ufficiali della stagione 1940-1941.

## Rosa
| N. |                   | Ruolo | Calciatore           |
| -- | ----------------- | ----- | -------------------- |
|    | Italia (bandiera) | P     | Donato Donati        |
|    | Italia (bandiera) | P     | Vincenzo Provera     |
|    | Italia (bandiera) | D     | Aldo Beretta         |
|    | Italia (bandiera) | D     | Bernardo Bertani     |
|    | Italia (bandiera) | D     | Angelo Bredo         |
|    | Italia (bandiera) | D     | Giuseppe Donati      |
|    | Italia (bandiera) | D     | Piero Mocca          |
|    | Italia (bandiera) | D     | Giovanni Pramaggiore |
|    | Italia (bandiera) | D     | Federico Roncarolo   |
|    | Italia (bandiera) | D     | Michele Ruella       |
|    | Italia (bandiera) | D     | Costantino Sala      |
|    | Italia (bandiera) | D     | Luigi Villa          |
|    | Italia (bandiera) | C     | Francesco Bergamasco |
|    | Italia (bandiera) | C     | Luigi Bonizzoni      |

| N. |                   | Ruolo | Calciatore          |
| -- | ----------------- | ----- | ------------------- |
|    | Italia (bandiera) | C     | Antonio Caracciolo  |
|    | Italia (bandiera) | C     | Walter Carasso      |
|    | Italia (bandiera) | C     | Corrado Casalini    |
|    | Italia (bandiera) | C     | Eusebio Castigliano |
|    | Italia (bandiera) | C     | Indro Cenci         |
|    | Italia (bandiera) | C     | Vincenzo Coltella   |
|    | Italia (bandiera) | C     | Franco Gatti        |
|    | Italia (bandiera) | C     | Amerigo Salati      |
|    | Italia (bandiera) | A     | Paolo Barbero       |
|    | Italia (bandiera) | A     | Mario Barera        |
|    | Italia (bandiera) | A     | Carlo Facchini      |
|    | Italia (bandiera) | A     | Domenico Gambino    |
|    | Italia (bandiera) | A     | Valeriano Ottino    |
|    | Italia (bandiera) | A     | Aldo Prata Pizzala  |
|    | Italia (bandiera) | A     | Donato Vaglio       |

## Risultati

### Serie B

#### Girone di andata
| Arbitro: | Bonivento (Venezia) |

|                  |           |                   |
| Donati II ?’, ?’ | Marcatori | >Tomasi Vaschetto |

| Arbitro: | Scotto (Savona) |

|                               |           |  |
| Solbiati 2’ Polack 23’ (rig.) | Marcatori |  |

| Arbitro: | Forni (Treviso) |

|                                            |           |  |
| Castigliano 7’, 12’ Ottino 62’ Pizzala 85’ | Marcatori |  |

| Arbitro: | Cardinali (Milano) |

|                                        |           |                                               |
| Conti 37’, 55’ Zanetti 41’ Facchin 85’ | Marcatori | 43’ Castiglione 56’ Pizzala 89’ (rig.) Salati |

| Arbitro: | Saracini (Ancona) |

|                        |           |              |
| Pizzala 75’ Ottino 89’ | Marcatori | 12’ Colaussi |

| Arbitro: | Rizzo (Messina) |

|                |           |                 |
| Milli 30’, 48’ | Marcatori | 70’ Castigliano |

| Arbitro: | Coletti (Treviso) |

|                      |           |                                        |
| Castigliano 19’, 55’ | Marcatori | 48’ Meroni 57’ (rig.) Stella 77’ Magni |

| Arbitro: | Moretti (Genova) |

|                             |           |  |
| Rampini 21’, 43’ Ghezzi 88’ | Marcatori |  |

| Arbitro: | Goracci (Firenze) |

|                                                |           |  |
| Marchetti 10’ Suppi 13’ Zanollo 45’ Chiodi 50’ | Marcatori |  |

| Arbitro: | Zelocchi (Modena) |

|                |           |              |
| Barbero Ottino | Marcatori | Pini Bellini |

| Arbitro: | Marsciani (Modena) |

|                     |           |             |
| Capra 26’ Colli 45’ | Marcatori | 58’ Pizzala |

| Arbitro: | Goracci (Firenze) |

|                                     |           |           |
| Salati 3’ (rig.) Ottino 56’ Pizzala | Marcatori | 68’ Zorzi |

| Arbitro: | Andreoni (Milano) |

|                                                  |           |           |
| Carnevali 42’ V. Malagoli 52’ (rig.) Biagini 63’ | Marcatori | 6’ Ottino |

| Vercelli 12 gennaio 1941 14ª giornata | Pro Vercelli         | 0 – 0 referto | Anconitana-Bianchi | Stadio Leonida Robbiano\| Arbitro: \| Francini (Viareggio) \| |
| Arbitro:                              | Francini (Viareggio) |               |                    |                                                               |

| Arbitro: | Gorini (Milano) |

|                                      |           |  |
| Frisoni 24’ Barbieri 35’ Ziletti 37’ | Marcatori |  |

| Arbitro: | Carminati (Milano) |

|                                |           |  |
| Caracciolo 30’, 65’ Salati 42’ | Marcatori |  |

| Lodi 20 febbraio 1941 17ª giornata | Fanfulla          | 0 – 2 A tav. referto | Pro Vercelli | Stadio Dossenina\| Arbitro: \| Vannini (Bologna) \| |
| Arbitro:                           | Vannini (Bologna) |                      |              |                                                     |

#### Girone di ritorno
| Arbitro: | Moretti (Genova) |

|            |           |  |
| Tomasi 26’ | Marcatori |  |

| Arbitro: | Limido (Milano) |

|  |           |                           |
|  | Marcatori | 25’ Pellegatta 89’ Polack |

| Arbitro: | Da Broj (Forlì) |

|                             |           |                   |
| Costa 26’ Costanzo 70’, 73’ | Marcatori | 82’ (rig.) Salati |

| Arbitro: | Carpani (Milano) |

|  |           |            |
|  | Marcatori | 52’ Grolli |

| Arbitro: | Tonnetti (Roma) |

|                                                  |           |             |
| Sentimenti III 11’, 49’ Notti 18’ Banfi 19’, 70’ | Marcatori | 56’ Bertani |

| Arbitro: | Zilli (Reggio Emilia) |

|                                                              |           |            |
| Castigliano 1’, 25’, 55’ Caracciolo 5’ Ruella 28’ Ottino 46’ | Marcatori | 60’ Querci |

| Arbitro: | Zavattaro (Casale Monferrato) |

|                                           |           |                |
| Callegari 19’ Celoria 55’, 73’ Meroni 90’ | Marcatori | 6’ Castiglioni |

| Arbitro: | Dagnino (Genova) |

|            |           |                 |
| Barera 21’ | Marcatori | 60’, 74’ Parodi |

| Arbitro: | Martelli (Livorno) |

|            |           |           |
| Barera 30’ | Marcatori | 65’ Suppi |

| Arbitro: | Moretti (Genova) |

|                              |           |                 |
| Fusco 8’ (rig.) Mannocci 65’ | Marcatori | 52’ Castigliano |

| Vercelli 20 aprile 1941 28ª giornata | Pro Vercelli      | 0 – 0 referto | Lucchese | Stadio Leonida Robbiano\| Arbitro: \| Coletti (Treviso) \| |
| Arbitro:                             | Coletti (Treviso) |               |          |                                                            |

| Arbitro: | Goracci (Firenze) |

|               |           |             |
| D'Odorico 70’ | Marcatori | 73’ Pizzala |

| Arbitro: | Limido (Milano) |

|                |           |             |
| Caracciolo 75’ | Marcatori | 78’ Bandini |

| Arbitro: | Albanese (Taranto) |

|           |           |                |
| Torti 30’ | Marcatori | 38’ Caracciolo |

| Arbitro: | Neri (Vicenza) |

|  |           |                     |
|  | Marcatori | 68’, ?’, ?’, ?’ Gei |

| Arbitro: | Poggipollini (Ferrara) |

|                                      |           |             |
| Biraghi ?’, 39’ Rocco 35’, ?’ (rig.) | Marcatori | 62’ Pizzala |

| Arbitro: | Goracci (Firenze) |

|  |           |                                           |
|  | Marcatori | 2’ Sichel 15’, 16’ Subinaghi 67’ Colaneri |

### Coppa Italia
| Arbitro: | Bogetti (Torino) |

|                                      |           |  |
| Bollano 21’, 61’ (rig.) Lombardi 48’ | Marcatori |  |

## Statistiche

### Statistiche di squadra
| Competizione | Punti | In casa | In casa | In casa | In casa | In casa | In casa | In trasferta | In trasferta | In trasferta | In trasferta | In trasferta | In trasferta | Totale | Totale | Totale | Totale | Totale | Totale | DR  |
| Competizione | Punti | G       | V       | N       | P       | Gf      | Gs      | G            | V            | N            | P            | Gf           | Gs           | G      | V      | N      | P      | Gf     | Gs     | DR  |
| ------------ | ----- | ------- | ------- | ------- | ------- | ------- | ------- | ------------ | ------------ | ------------ | ------------ | ------------ | ------------ | ------ | ------ | ------ | ------ | ------ | ------ | --- |
| Serie B      | 20    | 17      | 5       | 6       | 6       | 27      | 25      | 17           | 1            | 2            | 14           | 15           | 44           | 34     | 6      | 8      | 20     | 42     | 69     | -27 |
| Coppa Italia |       | -       | -       | -       | -       | -       | -       | 1            | 0            | 0            | 1            | 0            | 3            | 1      | 0      | 0      | 1      | 0      | 3      | -3  |
| Totale       |       | 17      | 5       | 6       | 6       | 27      | 25      | 18           | 1            | 2            | 15           | 15           | 47           | 35     | 6      | 8      | 21     | 42     | 72     | -30 |

### Statistiche dei giocatori
| Giocatore      | Serie B  | Serie B | Coppa Italia | Coppa Italia | Totale   | Totale |
| Giocatore      | Presenze | Reti    | Presenze     | Reti         | Presenze | Reti   |
| -------------- | -------- | ------- | ------------ | ------------ | -------- | ------ |
| P. Barbero     | ?        | ?       | -            | -            | 0+       | 0+     |
| M. Barera      | ?        | ?       | -            | -            | 0+       | 0+     |
| A. Beretta     | ?        | ?       | 1            | 0            | 1+       | 0+     |
| F. Bergamasco  | ?        | ?       | 1            | 0            | 1+       | 0+     |
| B. Bertani     | ?        | ?       | -            | -            | 0+       | 0+     |
| L. Bonizzoni   | ?        | ?       | 1            | 0            | 1+       | 0+     |
| A. Bredo       | ?        | ?       | -            | -            | 0+       | 0+     |
| A. Caracciolo  | ?        | ?       | -            | -            | 0+       | 0+     |
| W. Carasso     | ?        | ?       | -            | -            | 0+       | 0+     |
| C. Casalini    | ?        | ?       | -            | -            | 0+       | 0+     |
| E. Castigliano | ?        | ?       | -            | -            | 0+       | 0+     |
| I. Cenci       | ?        | ?       | -            | -            | 0+       | 0+     |
| V. Coltella    | ?        | ?       | -            | -            | 0+       | 0+     |
| D. Donati      | ?        | ?       | 1            | -3           | 1+       | -3+    |
| G. Donati      | ?        | ?       | 1            | 0            | 1+       | 0+     |
| C. Facchini    | ?        | ?       | -            | -            | 0+       | 0+     |
| D. Gambino     | ?        | ?       | 1            | 0            | 1+       | 0+     |
| F. Gatti       | ?        | ?       | -            | -            | 0+       | 0+     |
| P. Mocca       | ?        | ?       | -            | -            | 0+       | 0+     |
| V. Ottino      | ?        | ?       | -            | -            | 0+       | 0+     |
| A. Pizzala     | ?        | ?       | 1            | 0            | 1+       | 0+     |
| G. Pramaggiore | ?        | ?       | 1            | 0            | 1+       | 0+     |
| V. Provera     | ?        | ?       | -            | -            | 0+       | 0+     |
| F. Roncarolo   | ?        | ?       | -            | -            | 0+       | 0+     |
| M. Ruella      | ?        | ?       | 1            | 0            | 1+       | 0+     |
| C. Sala        | ?        | ?       | -            | -            | 0+       | 0+     |
| A. Salati      | ?        | ?       | -            | -            | 0+       | 0+     |
| D. Vaglio      | ?        | ?       | 1            | 0            | 1+       | 0+     |
| L. Villa       | ?        | ?       | 1            | 0            | 1+       | 0+     |